# Pseudocurimata
Genre
Pseudocurimata est un genre de poissons d'eau douce téléostéens de la famille des Curimatidae (ordre des Characiformes).

## Répartition
Les espèces du genre Pseudocurimata se rencontrent en Amérique du Sud.

## Liste des espèces
Selon World Register of Marine Species (6 octobre 2023) :
- Pseudocurimata boehlkei Vari, 1989
- Pseudocurimata boulengeri (Eigenmann, 1907)
- Pseudocurimata lineopunctata (Boulenger, 1911)
- Pseudocurimata patiae (Eigenmann, 1914)
- Pseudocurimata peruana (Eigenmann, 1922)
- Pseudocurimata troschelii (Günther, 1860)

## Systématique
Le nom valide complet (avec auteur) de ce taxon est Pseudocurimata Fernández-Yépez (d), 1948.